# Epsilon Microscopii
Désignations
Epsilon Microscopii (ε Microscopii / ε Mic) est la deuxième étoile la plus brillante de la constellation australe du Microscope. Elle est visible à l'œil nu comme une étoile pâle, d'une magnitude apparente de 4,71. Elle présente une parallaxe annuelle de 17,90 mas mesurée par le satellite Hipparcos, ce qui indique qu'elle est distante d'environ ∼ 182 a.l. (∼ 55,8 pc) de la Terre. Elle s'éloigne du système solaire à une vitesse radiale de +7 km/s.

## Propriétés
Epsilon Microscopii est une étoile blanche de la séquence principale de type spectral A1 V, qui génère son énergie par fusion de l'hydrogène en hélium dans son noyau. Son spectre montre une surabondance en silicium dans son atmosphère, ce qui la rapproche des étoiles Ap, mais son abondance en fer est la même que celle du Soleil.
L'étoile est 2,2 fois plus massive que le Soleil et son rayon est 2,2 fois plus grand que le rayon solaire. Elle est âgée d'un demi-milliard d'années environ. Elle tourne rapidement sur elle-même, à une vitesse de rotation projetée de 127 km/s. Epsilon Microscopii émet une luminosité qui est 36 fois supérieure à celle du Soleil et sa température de surface est de 9 126 K.

## Histoire
John Flamsteed incluait l'étoile dans la constellation voisine du Poisson austral et elle a ainsi reçu la désignation de Flamsteed 4 Piscis Austrini. Sa désignation de Bayer Epsilon Microscopii lui a été attribuée ultérieurement, après la création de la constellation du Microscope par Nicolas-Louis de Lacaille en 1756.
Epsilon Microscopii a été l'étoile la plus brillante de la constellation éphémère de la Montgolfière. Dans son Uranographia de 1801, Bode avait attribué à l'étoile une lettre « a », quoiqu'elle ressemblait plus à la lettre grecque alpha.